# Veronica Mars
Veronica Mars este un serial de televiziune american neo noir, o dramă cu detectivi pentru tineret, care spune povestea unei adolescente, Veronica, care își ajută tatăl, detectiv particular, în investigații. Creatorul serialului este Rob  Thomas. Rolul principal titular este interpretat de actrița Kristen Bell.
Povestea serialului are loc în orașul fictiv Neptune, California și o are în centru pe Veronica, o elevă în ultimul an de liceu care își petrece orele de după școală lucrând cu tatăl ei, detectiv particular, adunând dovezi despre infidelitățile soților lor pentru soțiile acestora și făcând diverse treburi mărunte la birou. În fiecare episod, Veronica se ocupă de unul sau două cazuri noi, încercând să rezolve principalele mistere ale sezonului. În primele două sezoane, a căror acțiune se petrece în timpul liceului Veronicăi, misterul principal este rezolvat în episodul final, în timp ce al treilea sezon se concentrează pe un număr mai mare de secrete fără legături între diferite personaje.
Inițial, Rob Thomas a scris serialul Veronica Mars ca un roman pentru tineret cu un protagonist masculin. Cu toate acestea, în timp ce lucra la serial, Thomas a decis că o poveste de film noir spusă dintr-o perspectivă feminină ar fi mai distinctivă și originală. Filmările au început în martie 2004, iar episodul pilot a fost difuzat în septembrie 2004, cu 2,49 milioane de telespectatori în SUA. Primul sezon a avut o medie de aproximativ 2,5 milioane de telespectatori pe episod, iar criticii au lăudat noul serial. Serialul a apărut pe diverse liste cu cele mai bune seriale din 2004 și a câștigat mai multe premii și nominalizări. În timpul premierei sale, serialul a avut două nominalizări la premiile Satellite, patru nominalizări la premiile Saturn, cinci premii Teen Choice și a fost inclus pe lista celor mai bune seriale din 2005 a Institutului American de Film (AFI).
Serialul a fost difuzat timp de trei sezoane, având premiera la 22 septembrie 2004, pe UPN, iar finalul celui de-al treilea sezon a fost difuzat la 22 mai 2007, pe The CW. A fost produs de Warner Bros. Television, Silver Pictures Television, Stu Segall Productions, Inc. și Rob Thomas Productions. Joel Silver și Rob Thomas au rămas producători executivi ai serialului pe tot parcursul sezoanelor, iar Diane Raggiero din al treilea sezon.
Serialul a fost anulat după al treilea sezon, iar Thomas a scris un scenariu de lungmetraj care să continue povestea serialului. Warner Bros a optat să nu finanțeze proiectul la momentul respectiv. La 13 martie 2013, Bell și Thomas au lansat o campanie de strângere de fonduri pentru a produce filmul prin Kickstarter și au atins obiectivul de 2 milioane de dolari americani în mai puțin de 11 ore. Au strâns peste 5,7 milioane de dolari pe Kickstarter. La 14 martie 2014, a fost lansat un film de lungmetraj omonim ca o continuare a serialului. Un al patrulea sezon cu opt episoade a fost lansat la 19 iulie 2019 pe Hulu.
În noiembrie 2019, a fost anunțat că nu există planuri ca Hulu să comande un al cincilea sezon.

## Prezentare generală
| Sezonul | Sezonul | Episoade | Episoade | Premiera TV        | Premiera TV       | Premiera TV |
| Sezonul | Sezonul | Episoade | Episoade | Prima transmisie   | Ultima transmisie | Reţea       |
| ------- | ------- | -------- | -------- | ------------------ | ----------------- | ----------- |
|         | 1       | 22       | 22       | 22 septembrie 2004 | 10 mai 2005       | UPN         |
|         | 2       | 22       | 22       | 28 septembrie 2005 | 9 mai 2006        | UPN         |
|         | 3       | 20       | 20       | 3 octombrie 2006   | 22 mai 2007       | The CW      |
|         | Film    | Film     | Film     | 14 martie 2014     | 14 martie 2014    | N/A         |
|         | 4       | 8        | 8        | 19 iulie 2019      | 19 iulie 2019     | Hulu        |